# Preptoteris
Els preptoteris (Preptotheria) són un superordre d'euteris que inclou els mateixos éssers vius que els epiteris a excepció dels leptíctids que són tots extints. Es caracteritzen per l'evolució en forma d'estrep d'un os de l'orella. Són un clade que comprèn la majoria dels mamífers.